# Vlachové (Osečná)
Vlachové (německy Wlachey) je malá vesnice, část města Osečná v okrese Liberec. Nachází se asi 3,5 kilometru jižně od Osečné. Vlachové leží v katastrálním území Zábrdí u Osečné o výměře 2,62 km².

## Historie
První písemná zmínka o vesnici pochází z roku 1547.

## Galerie

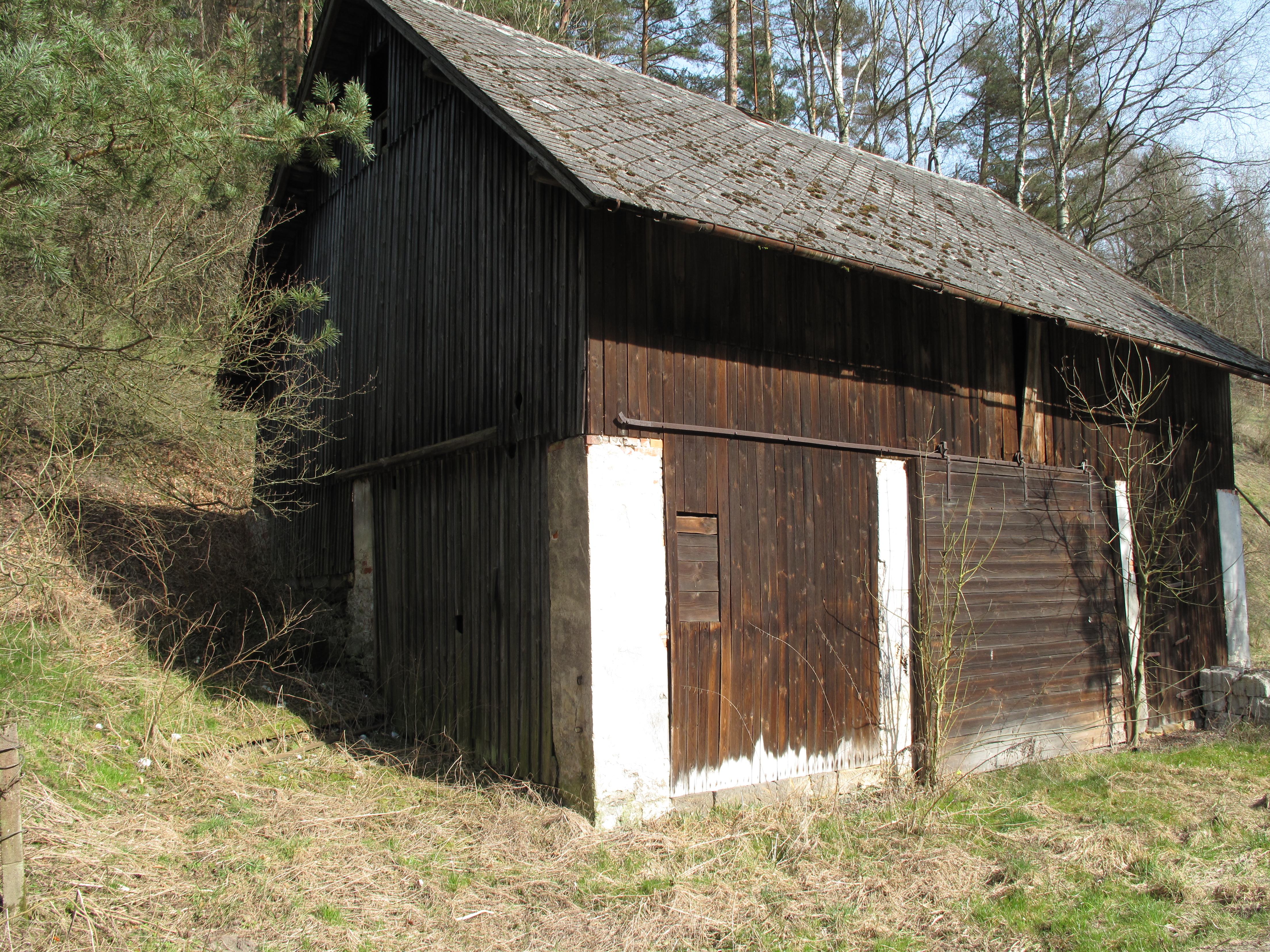
Stodola
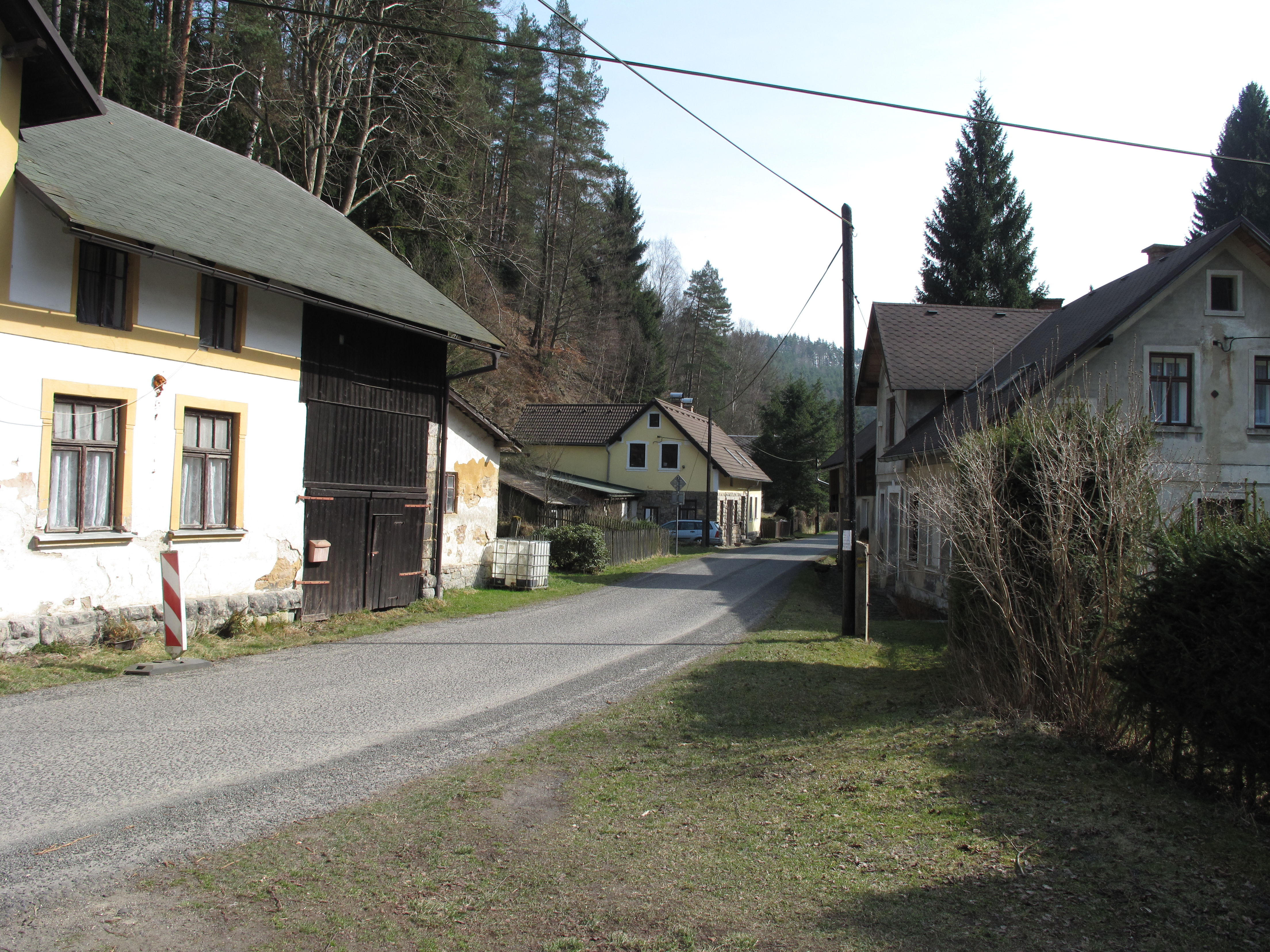
Domy u silnice